# Águilas de acero o los misterios de Tánger
Águilas de acero o los misterios de Tánger és una pel·lícula espanyola muda en blanc i negre dirigida per Florián Rey, basada en la novel·la curta ‘'Águilas de acero'’ de Rafael López Rienda. Rodada al Marroc: Tànger, Martil, Tetuan, Larraix, Fes, Rabat, Casablanca i Marràqueix. Ambientada en les guerres marroquines que van culminar en la col·laboració franco-espanyola contra Abd-el-Krim, mescla les aventures d'espionatge amb documentals reals d'exaltació de l'Aviació espanyola de l'època. Fou estrenada el 10 d'octubre de 1927.

## Argument
La bella Sofía, una dona polonesa, exerceix d'agent d'informació creient que és per una bona causa, i sedueix a un pilot espanyol aventurer que aconsegueix evadir-se de les seves seduccions.

## Repartiment
- Francisco Corrales 'Negro Pancho'
- Pedro Larrañaga
- Rafael López Rienda
- Ricardo Núñez
- Elita Panquer
- Ricardo Prieto
- Julio Ruiz de Alda as Aviador
- Luis Suevos as Aviador